# Andrzej Deka
Andrzej Deka (ur. 16 kwietnia 1949 w Łodzi, zm. 27 kwietnia 2002 tamże) – doktor inżynier, konstruktor, wykładowca Politechniki Łódzkiej, autor wielu artykułów i referatów z zakresu chłodnictwa i klimatyzacji, autor projektów instalacji chłodniczych i klimatyzacyjnych, kierownik oddziału firmy SYSTHERM w Łodzi.

## Kariera
W 1968 roku ukończył łódzkie Technikum Samochodowe. W tym samym roku rozpoczął studia na Wydziale Mechanicznym Politechniki Łódzkiej, które ukończył w 1975 roku, broniąc pracę dyplomową pt. Urządzenia chłodnicze dla potrzeb supersamu spożywczego, wykonaną w Instytucie Techniki Cieplnej i Chłodnictwa pod kierunkiem doc. Jana Żelaznego. Bezpośrednio po studiach podjął pracę w tymże Instytucie na stanowisku konstruktora.
Przygotowując się do pracy dydaktycznej kontynuował naukę w Podyplomowym Studium Pedagogicznym. Od 1 października 1978 roku zatrudniony został na stanowisku starszego asystenta, prowadząc zajęcia laboratoryjne i ćwiczenia rachunkowe, pełniąc jednocześnie funkcję opiekuna grup dziekańskich. Pierwsze jego prace naukowe dotyczyły sprężarek hermetycznych, a w szczególności ich konstrukcji, układów smarowania oraz trwałości. Kolejne prace badawcze i projektowe związane były z urządzeniami chłodniczymi w zakresie dużych obiektów przemysłowych, jak również „małego chłodnictwa”.
Na bazie doświadczeń zdobytych w pracy z urządzeniami przemysłowymi, możliwościami zwiększenia ich efektywności, skierował swoje zainteresowania na badania eksperymentalne związane z wymianą ciepła. Efektem tej pracy była w 1986 roku wyróżniona rozprawa doktorska pt. Przejmowanie ciepła od rur o skończonej długości w przestrzeni przy naturalnym ruchu powietrza, wykonana pod kierunkiem doc. Jacka Kuleszy.
Postępujący rozwój informatyzacji badań naukowych i nowoczesnych technik nauczania stały się bodźcem do pogłębienia wiedzy informatycznej i ukończenia Studium Podyplomowego Inżynierskich zastosowań Informatyki. Kontynuując swoje zainteresowania badawcze w zakresie wymiany ciepła i urządzeń chłodniczych prowadził wykłady, ćwiczenia obliczeniowe i projektowe ze studentami specjalności Maszyny Spożywcze, Chłodnicze i Klimatyzacja. Uzupełnieniem pracy dydaktycznej i chęcią zainteresowania studentów zagadnieniami chłodnictwa była wieloletnia praca w Studenckim Kole Naukowym „ChAK”, którego był opiekunem.
Andrzej Deka znany był w środowisku osób zajmujących się termodynamiką, wymianą ciepła i chłodnictwem i to zarówno wśród pracowników nauki, jak i praktyków. Był autorem lub współautorem wielu artykułów i referatów o charakterze ściśle naukowym, jak również tych skierowanych do praktyków. Wielokrotnie uczestniczył i przedstawiał swój dorobek na konferencjach, sympozjach i zjazdach naukowych. Znaczący dorobek naukowy Andrzeja Deki widoczny jest w skryptach uczelnianych Politechniki Łódzkiej, podręcznikach i fachowych poradnikach.
W czerwcu 1993 roku zorganizował oddział firmy SYSTHERM w Łodzi i objął jego kierownictwo. Jego zasługą był szybki rozwój Oddziału i wykształcenie zatrudnionego pracownika. Jego wiedza fachowa i doświadczenie oraz wysoka kultura osobista sprawiły, że cieszył się wysokim zaufaniem u klientów firmy SYSTHERM, zainteresowanych projektami i produktami z zakresu chłodnictwa i klimatyzacji. Połączenie działalności naukowej i praktyczny kontakt z urządzeniami przemysłowymi dał znakomity efekt zarówno dydaktyczny, jak i projektowy oraz eksploatacyjny dla wielu firm, pracujących w chłodnictwie i klimatyzacji. Andrzej Deka znany był w środowisku chłodników jako autor udanych projektów instalacji chłodniczych i klimatyzacyjnych m.in. dla firm ŁSC Rusałka, Elester SA, Decor SC, Arelan SA, Zakłady Mięsne „Pamso”, ZPH „Wędlinka”, Centrum Handlowe MER, AIP Australian Investments. Był również, w 1999 roku, współwykonawcą bardzo innowacyjnego projektu unikalnego tunelu i instalacji chłodniczej do liofilizacji produktów spożywczych. Jego doświadczenie i wiedza połączona z solidnym przygotowaniem do wielowariantowych obliczeń cieplnych i przepływowych pozwoliły osiągnąć sukces.
W środowisku chłodników znany był dzięki wartościowym publikacjom, referatom na konferencje naukowo – techniczne Dni Chłodnictwa i udziałom w specjalistycznych szkoleniach organizowanych przez firmę SYSTHERM.
Jego zainteresowania nie ograniczały się do zagadnień naukowych i technicznych. Interesował się literaturą i muzyką, był wielkim miłośnikiem przyrody. Był człowiekiem skoncentrowanym nie tylko na pracy naukowej. Nie pozostawał obojętny na problemy środowiska. Wielokrotnie zabierał głos na tematy trudne i kontrowersyjne, głosząc poglądy często niepopularne.
Andrzej Deka był mężem Mirosławy i ojcem dwóch synów. Starszy syn to Marcin a młodszy – Michał. Żona Mirosława była chemikiem, pracownikiem naukowo-dydaktycznym Uniwersytetu Łódzkiego. Obaj synowie ukończyli Politechnikę Łódzką; starszy Telekomunikację na Wydziale Elektrotechniki i Elektroniki, natomiast młodszy Biotechnologię na Wydziale Chemii Spożywczej. Los okrutnie z nim postąpił. Po ukończeniu rozbudowy domu nie dane Mu było cieszyć się tym. Musiał przeżyć śmiertelną chorobę żony i jej pogrzeb, walcząc równocześnie z własną chorobą. Nie poddał się do końca. Jeszcze kilka dni przed śmiercią kierował Oddziałem firmy SYSTHERM, interesował się wszystkim.
Pochowany jest na cmentarzu na Rudzie przy ulicy Farnej. W Jego pogrzebie licznie uczestniczyła rodzina oraz przyjaciele i znajomi, którzy darzyli go sympatią i szacunkiem

## Lista ważniejszych publikacji
1. Deka A., Kulesza J.: Przejmowanie ciepła przy ruchu naturalnym powietrza od rury o skończonej długości, dowolnie ustawionej w przestrzeni. Zesz. Nauk. PŁ. 1990 nr 605 Cieplne Maszyny Przepływowe, z. 100 s. 47-62.
2. Deka A., Pomiary masy, objętości, gęstości i strumienia przepływającej substancji., Pomiary Cieplne część I, Warszawa WNT 1995- rozdział uzupełniony.
3. Deka A., Najczęstsze przyczyny mechanicznych uszkodzeń sprężarek, materiały Konferencji Naukowo-Technicznej, XXVII Dni Chłodnictwa Poznań 1995.
4. Deka A.: Najczęstsze przyczyny mechanicznych uszkodzeń sprężarek. Chłodnictwo 1996, nr 1,
5. Deka A., Kasieczka W.: Samoodszraniające się chłodnice ze złożem fluidalnym – porównanie z chłodnicami lamelowanymi. XXVIII Dni Chłodnictwa. Konferencja Naukowo-Techniczna „Zastosowania Nowych Czynników w Urządzeniach Chłodniczych i Klimatyzacyjnych”. Poznań 1996, s.67-74.
6. Deka A., Urządzenia chłodnicze z rurką ciepła. Materiały XXIX Dni Chłodnictwa, Poznań 1997.
7. Deka A., Kasieczka W., Rosiak A.: Jak uwzględniać wpływ wilgoci w powietrzu na wydajność chłodnicy. Materiały XXIX Dni Chłodnictwa, Poznań 1977.
8. Deka A., Kasieczka W., Rosiak A.: Wpływ wilgoci i warunków przejmowania ciepła na efektywność funkcjonowania chłodnic powietrza, Materiały XXIX Dni Chłodnictwa, Poznań 1977.
9. Deka A., Kasieczka W., Rosiak A.: Wpływ wilgoci na wydajność chłodnic powietrza. Chłodnictwo 1998, nr 4, s. 17-21.
10. Plocek M., Deka A.: Rury z wkładkami śrubowymi w wymiennikach do schładzania wody i wodnych roztworów glikoli. Materiały konferencyjne XXX Jubileuszowych Dni Chłodnictwa, Poznań 29.09-1.10 1998.
11. Deka A., Kasieczka W., Rosiak A.: Przegląd możliwości komputerowych programów do wyznaczania parametrów cieplnych czynników stosowanych w chłodnictwie i klimatyzacji. Materiały konferencyjne XXX Jubileuszowych Dni Chłodnictwa, Poznań 29.09-1.10 1998.
12. Bailly A., Jurkowski R., Wojtas K., Deka A.: Porównanie charakterystyk urządzenia chłodniczego pracującego z czynnikiem R22 i R407C, wyposażonego w wymienniki płytowe Exel. Chłodnictwo 1998, nr 11, s. 11-17.
13. Zbiór zadań z termodynamiki – praca zbiorowa pod redakcją Tadeusza R. Fodemskiego, autor rozdziałów: Przebiegi sprężania w sprężarkach tłokowych, Obiegi chłodnicze, Obiegi siłowni cieplnych. Wydawnictwo Politechniki Łódzkiej 1999.
14. Deka A., Gaziński B.: Ocena współpracy freonowego agregatu ze sprężarkami śrubowymi produkcji PRO FROID z amoniakalnymi frezerami do lodów. Materiały Konferencyjne XXXI Dni Chłodnictwa, Poznań 28.09-30.09 1999.
15. Plocek M., Deka A.: Obliczenia współczynnika przejmowania ciepła i oporów przepływu dla czynników pośredniczących. Materiały Konferencyjne XXXI Dni Chłodnictwa, Poznań 28.09-30.09 1999.
16. Gaziński B., Deka A., Krzyżaniak G., Libelt G.: Poradnik Chłodnictwo – Klimatyzacja. Terminarz na rok 2000. Technika chłodnicza dla praktyków. Wyd. SORUS Poznań 1999.
17. Deka A., Plocek M.: Rozdz. 5. Czynniki chłodnicze. W: Domowe i handlowe urządzenia chłodnicze. Poradnik. Warszawa 2000, s. 87-112.
18. Deka A.: Rozdz. 10.5. Odwadniacze (filtry chemiczne). W: Domowe i handlowe urządzenia chłodnicze. Poradnik. Warszawa 2000, s. 171-178.
19. Deka A., Ignacik G.: Rozdz. 16. Kontrola pracy urządzeń chłodniczych. W: Domowe i handlowe urządzenia chłodnicze. Poradnik. Warszawa 2000, s. 253-260.
20. Deka A.: Rozdz. 29. Instalowanie sprężarkowych urządzeń chłodniczych. W: Domowe i handlowe urządzenia chłodnicze. Poradnik. Warszawa 2000, s. 386-412.
21. Pomiary cieplne. Podstawowe pomiary cieplne, rozdz. Pomiary masy, objętości, gęstości i strumienia przepływającej substancji. WNT Warszawa 2000.
22. Deka A.: Projekt kondensatora do wymrażania wilgoci w suszarce sublimacyjnej. Materiały Konferencyjne XXXII Dni Chłodnictwa, Poznań 3-5.10 2000.

Prace dyplomowe
1. A. Deka, J. Żelazny: Badanie zużycia małogabarytowych sprężarek hermetycznych (Błasik Piotr, 1984)
2. A. Deka, J. Żelazny: Wykorzystanie zjawiska temperaturowego rozdziału par i gazów (Czerkiewicz Adam, 1987)
3. A. Deka, J. Kulesza: Projekt chłodni do jabłek (Terebiński Marek, 1988)
4. A. Deka, J. Żelazny: Instalacja klimatyzacyjna dla magazynu taśmy filmowej w Muzeum Kinematografii (Szram Miron, 1991)
5. A. Deka: Uwarunkowania zastosowań czynników chłodniczych z uwzględnieniem czynników naturalnych (Cymerman Adam, 1996)
6. A. Deka, W. Kasieczka: Dostosowanie pompy ciepła OW 120 do czynnika R 134 a, wykonanie stanowiska dydaktycznego do wyznaczania współczynnika sprawności energetycznej tej pompy (Piłat Marek, 1996)
7. A. Deka: Pompa ciepła wykorzystująca ciepło odpadowe w procesach technologicznych na przykładzie wybranych zakładów (Durko Robert, 1999)
8. A. Deka: Projekt urządzenia do chłodzenia wody wyposażonego w wymiennik płytowy i pełny moduł hydrauliczny (Wieczorek Piotr, 1999)
9. A. Deka: Projekt instalacji pompy ciepła do ogrzewania wody i powietrza w krytym basenie pływackim w połączeniu z instalacją klimatyzacyjną i ogrzewanie podłogowym (Mirowski Tomasz, 2000)
10. A. Deka: Urządzenie chłodnicze do usuwania wilgoci z powietrza w procesie suszenia makaronu (Lerman Jarosław, 2001)

Ważniejsze prace badawcze
1. Badanie sprężarek w zakresie skuteczności smarowania i tworzenia się nagaru w aspekcie optymalizacji konstrukcji i stosowanych olejów – 1976 (Felicjaniak W., Wiśniewski T. i inni)
2. Rozpoznanie koncepcyjne z uzasadnieniem poziomu światowego w zakresie gospodarki cieplno – chłodniczo energetycznej wraz z badaniami w wybranym zakładzie mięsnym – 1983 (Żelazny J., Wiśniewski T., Papiernik T., Kapusta T, Zawadzki A.)
3. Optymalizacja procesów termodynamicznych. Konwekcyjna wymiana ciepła przy przepływie dwufazowym przez rury – 1984 (Kulesza J., Felicjaniak W., Plocek M.)
4. Badanie przemysłowych procesów termodynamicznych. Konwekcyjne przejmowanie ciepła przy przepływach płynów jedno- i dwufazowych przez rury i kanały – 1986 (Wiśniewski T., Kulesza J., Plocek M, Rosiak A.)
5. Rozwój maszyn i urządzeń chłodniczych. Analiza i badania równomierności obciążenia cieplnego rurowych wymienników ciepła – 1986 (Kulesza J., Plocek M., Jędrzejowski S., Konka W., Zubiel J.)
6. Efektywność aparatów stosowanych w dużych układach chłodniczych. Przegląd stanu faktycznego w literaturze i praktyce chłodniczej – 1986 (Kulesza J., Karpiński W., Wiśniewski T., Konka W., Zubiel J., Andrzejczak J.)
7. Badanie konwekcji naturalnej w powietrzu wokół rur i zespołów rur dowolnie usytuowanych – 1991 (Zawadzki A.)
8. Urządzenie chłodnicze z rurką ciepła pracujące z ekologicznymi czynnikami chłodniczymi – 1998[2]